# Condado de Leeds e Grenville
O Condado de Leeds e Grenville é uma subdivisão administrativa da província canadense de Ontário. Sua capital é Brockville. Sua população é de 96 606 habitantes. Este condado é resultante da união dos antigos condados de Leeds e Grenville, que eram anteriormente separadas uma das outras.